# Жалтырколь (озеро, район Магжана Жумабаева)
Жалтырколь (каз. Жалтыркөл) — озеро в районе Магжана Жумабаева Северо-Казахстанской области Казахстана. Находится в 6 км к югу от села Сарытомар и в 2,5 км к западу от села Молодёжное.
По данным топографической съёмки 1940-х годов, площадь поверхности озера составляет 1,79 км². Наибольшая длина озера — 2,2 км, наибольшая ширина — 1,1 км. Длина береговой линии составляет 5,6 км, развитие береговой линии — 1,17. Озеро расположено на высоте 132,4 м над уровнем моря.